# Majid Naji
Pour les articles homonymes, voir Naji.
Majid Naji est un basketteur français né le 9 février 1989 à Aubenas.

## Clubs successifs
- ???? - 2005 :  Lunel Basket Club
- 2005 - 2009 :  Chalon-sur-Saône (Pro A) (espoirs)
- 2009 - 2010 :  Saint-Vallier Basket Drôme (Pro B)
- 2010 - 2011 :  Wydad Athletic Club (Première division Marocaine)
- 2011 - 2012 :  Denain (Pro B)
- 2012 - 2013 :  BBC Monthey (ligue nationale A)

## Palmarès
- Champion de France cadet première division en 2007 avec l'Élan sportif chalonnais.
- Présélectionné en équipe de France U18 masculine en 2007 (quatre sélections).
- Élu dans le meilleur cinq espoir pro A pour la saison 2007-2008.
- Présélectionné en équipe de France U20 masculine en 2008.
- International en équipe du Maroc A masculine[2] en 2009-2010.
- Participation au Championnat d'Afrique de basket-ball 2009 en Libye.
- Vice-champion du Maroc saison 2010-2011 avec le Wydad Athletic Club.